# متالورژی مکانیکی
متالورژی مکانیکی بخشی از متالورژی فیزیکی است که اساساً به رفتار فلزات تحت نیرو یا بار می‌پردازد. نیرو ممکن است ناشی از بکار بردن فلز به عنوان عضو یا بخشی از سازه یا ماشین ناشی شود که در اینصورت لازم است محدودهٔ نیرویی که فلز می‌تواند بدون شکست تحمل کند را بدانیم.
از طرفی موضوع مورد بررسی ممکن است تبدیل شمش فلز به شکل کاربردی تری (مانند ورق) باشد. در اینصورت نیز بایستی شرایط دمایی و نرخ باری که حداقل نیروی لازم برای انجام کار را فراهم می‌کند را بدانیم.
متالورژی مکانیکی مبحثی نیست که بتوان آن را به طور دقیق از مباحث دیگر جدا کرد. این مبحث مخلوطی از علوم و رویکردهای مختلف به مسئلهٔ «درک پاسخ فلزات به نیرو» است.
در رویکرد مقاومت مواد (مقاومت مصالح) و تئوری‌های الاستیسیته و پلاستیسیته، فلزات همگن در نظر گرفته می‌شوند تا بتوان رفتار آنها را با روابط ساده‌ای بیان کرد. این رویکرد پایهٔ طراحی سازه‌ها و اجزای ماشین است.
در برابر هنگامی که ساختار مواد به‌طور غیرقابل صرف‌نظری ناهمگن شود، تئوری‌های مقاومت مواد اعتبار خود را از دست می‌دهند. مثال‌هایی از این موارد، رفتار دما بالای فلزات (که در آن ساختار متالورژیکی فلزات به‌طور مداوم با زمان تغییر می‌کند) یا در تبدیل چقرمه به ترد (که در فولادهای کربن بالا رخ می‌دهد) است.

## هدف
تعیین ارتباط بین رفتار مکانیکی و ساختار (که با استفاده از میکروسکوپ و پراش اشعه ایکس شناسایی می‌شود) وظیفهٔ اصلی متالورژی مکانیکی است. هنگامی که رفتار مکانیکی مواد با توجه به ساختار آن قابل پیش‌بینی باشد، به‌طور کلی می‌توان خواص مکانیکی را بهبود بخشید یا حداقل آن را کنترل کرد.